# حلزون آذرخش
حلزون آذرخش (نام علمی: Busycon perversum) نام یک گونه از رده شکم‌پایان است.